# Sultanaat Mahra
Het sultanaat Mahra was een sultanaat dat de historische regio Mahra en het eiland Socotra in de Indische Oceaan omvatte in wat nu oostelijk Jemen is. Het werd geregeerd door de Banu Afrar-dynastie.
De stammen in het gebied stammen af van de 'Ad en zijn bloedverwanten van het stammenverband Thamud uit westelijk Arabië. Volgens de Koran zouden de Mehri afstammen van de profeet Hud via zijn zoon Qahtan en kleinzoon Ya'rub. Onder de 'Ad was het gebied in de Oudheid een belangrijk overslagpunt op de Wierookroute naar Europa. Ook zou de kameel er mogelijk zijn gedomesticeerd. Begin 7e eeuw was het gebied een vazal van het Perzische Rijk. 
In de jaren 620 bekeerden de Mehri zich tot de Islam, wat hen politiek ook goed uitkwam omdat ze hierdoor een machtige bondgenoot kregen tegen Perzië en goede handelsrelaties met het moslimbestuur in Medina. Na de dood van Mohammed keerden de Mehri zich net als veel andere stamverbanden tegen het bestuur in Medina. Ze verloren echter de Ridda-oorlogen van het Kalifaat van de Rashidun onder leiding van Ikrima ibn Amr en bleven islamitisch. De legers uit Mehri stonden bekend om hun strijdlust en cavellerie (paarden en dromedarissen) waarmee ze vochten in de oorlogen uit naam van de Islam.
Na het verval van het Kalifaat van de Abbasiden maakten de Mehri zich steeds verder los van de Arabische leiding. Eerst stond het gebied nog onder invloed van de Egyptische Ajjoebiden en later van de West-Jemenitische Rasoeliden. In 1432 wist de machtige familie Ba Dujana echter de Zuid-Jemenitische kuststad el-Shihr te veroveren op de Rasoeliden, waarmee de basis gelegd werd voor de eerste zelfstandige staat van de Mehri.
In 1886 werd het sultanaat een Brits protectoraat en later deel van het Protectoraat Aden. Het sultanaat werd in 1967 opgeheven bij de stichting van de volksrepubliek Zuid-Jemen en maakt nu deel uit van de republiek Jemen.
De bevolking van het sultanaat bestond hoofdzakelijk uit Mehri dan wel sprekers van de Mehri-taal, een nieuw-zuidarabische taal. De Mehri bezaten gezamenlijke culturele tradities met hun buren op het eiland Socotra en in Dhofar in Oman, zoals een nieuw-zuidarabische taal, Arabische invloeden en de productie van wierook. De regio bezit een kustklimaat, anders dan het woestijnklimaat van de omringende gebieden, met seizoenen die gedomineerd worden door de khareef of moesson.
In 1967, na het vertrek van de Britten uit de regio, verdeelde de in Aden gevestigde Zuid-Jemenitische regering de regio, welke voorheen bekend stond als het sultanaat Qishn en Socotra. Een gouvernement Al-Mahra werd opgericht, terwijl Socotra bij het gouvernement Aden kwam. In 2004 verplaatste de Jemenitische regering Socotra naar het gouvernement Hadramaut.